# Prometni signal
Prometni signal se koristi, kako bi se signaliziralo stanje u prometu.

## Željeznički signal
Ovaj signal pokazuje (likovno ili svjetlosno), kakvo je stanje na odsječku željezničke pruge iza signala.

## Tramvajski signal
Signal ovakvog tipa koristi tramvaj za regulaciju prometa.